# Jezera na Kosovu
Kosovo ima pet velikih jezera. Najveće od njih je jezero Gazivode, u sjeverozapadnom dijelu Kosova u općini Zubin Potok. Ovo je pet najvećih jezera na Kosovu:
|    | Naziv         | Površina (km²) | Visina (m) | Dubina (m) | Zapremina (Milijuni m³) |
| -- | ------------- | -------------- | ---------- | ---------- | ----------------------- |
| 1. | Gazivode      | 9.2            | 693        | 105        | 380                     |
| 2. | Radonjićko j. | 5.06           |            |            | 113                     |
| 3. | Batlavsko j.  | 3.07           | 600        | 35         | 40                      |
| 4. | Gračaničko j. | 1.7            |            | 29         | 26                      |
| 5. | Fierza        | 2.46           | 295        | 128        |                         |

- Jezero Gazivode dijele Kosovo i Srbija. Ukupna površina jezera je 11,9 km², dok Srbija ima manje od jedne četvrtine (2,7 km²).
- Jezero Fierza dijele Kosovo i Albanija. Ukupna površina jezera je 73 km², dok Kosovu pripada samo 2,46 km².

## Ostala jezera
Na Kosovu se nalaze i druga, manja jezera. Ova tri jezera nalaze se na zapadu i sva se napajaju pritokama Južne Morave:
- Prilepnica
- Livočko jezero
- Robovac

Mnogo manjih prelijepih jezera nalazi se na planinama (Prokletije i Šar-planina). Lićenat i Mali Lićenat se nalaze na planini Lićenat, a jezero Zemra i Đeravičko jezero nalaze se u blizini vrha Đeravice.

## Vanjske poveznice
|  | Zajednički poslužitelj ima još gradiva o temi Jezera na Kosovu |